# Старобілогорська сільська рада
Старобілого́рська сільська рада (рос. Старобелогорский сельский совет) — сільське поселення у складі Новосергієвського району Оренбурзької області Росії.
Адміністративний центр та єдиний населений пункт — село Старобілогорка.

## Населення
Населення — 738 осіб (2019; 881 в 2010, 960 у 2002).